# Guillermo Abadía Morales
Guillermo Abadía Morales, né le 8 mai 1912 à Bogota et mort le 21 janvier 2010 dans la même ville, est un linguiste, anthropologue, folkloriste et universitaire colombien, pionnier de l'étude des langues indigènes de Colombie.

## Biographie
Alors qu'il est étudiant en médecine et en pharmacie à l'université nationale de Colombie, il participe à une campagne de vaccination dans la forêt tropicale du département de Chocó et découvre à cette occasion les cultures traditionnelles de son pays. 
De 1934 à 1944, il passe dix ans dans différentes communautés indigènes pour étudier leurs langues. Cette recherche aboutit à une classification de 105 langues indigènes en neuf familles linguistiques. Ce système de classification est depuis connu sous le nom « Classification Abadia ».
Il conduit une carrière universitaire à l'université nationale, où il est directeur du Centre d'études du folklore, tout en écrivant de nombreux ouvrages sur la culture musicale, le folklore (Compendio general de folclor), les langues et l'identité